# 壬生麻呂
壬生 麻呂（みぶ の まろ、生没年不詳）は飛鳥時代（7世紀中期）の豪族。常陸国（茨城県）行方郡の人。姓は連。名は麿とも記される。冠位は小乙下・茨城国造。

## 記録
『常陸国風土記』によると、難波の長柄の豊前の大宮に馭宇（あめのしたしら）しめしし天皇の世（孝徳天皇）の癸丑（白雉4年、653年）に、那珂国造の壬生夫子とともに、高向の大夫、中臣幡織田の大夫たちに請い願って、茨城国造が所領する地を8里と、那珂国造の所領7里の、合わせて700戸あまりを割いて行方郡の郡家を設置したという。
『常陸国風土記』の別の箇所では、同じく難波の長柄の豊前の大宮に臨軒（あめのしたしろ）しめしし天皇（孝徳天皇）の世に、継体天皇の時代に箭括麻多智（やはずのまたち）が開墾した谷を占有し、池の堤を築かせている。その際に、夜刀神（蛇神）が池のほとりの椎の木に登り集まって、時間がたっても去らなかった。そこで麻呂は大声で、「この池の修理をするのは、要するに人々を活かすためなのだ。それなのに、何の神、誰の神が『風化』（大君の教化）に従わないのか」と叫んだ。さらに役（えだち）の民に、「目に見えるくさぐさの物、魚虫の類ははばかり懼れることなく、ことごとに打ち殺せ」
と命令した。それを言い終わるや否や、あやしき神蛇は避けて隠れた。ここで言う池は、側面に椎の木があって清き泉が出ているので、「椎井池」と名づけられた。。
『新編常陸国誌』によれば、壬生麻呂の子孫は行方郡の郡領となり、『風土記』の作者に以上の話を伝えたという。

## 考証
国文学者の秋本吉徳は、麻多智の物語では蛇に対し水神としての神性が意識されているのに対し、150年後の孝徳朝の壬生麻呂の時には、蛇は蛇として扱われていることを著書で指摘している。壬生麻呂は冠位を有する律令官人であり、彼にとっての神は『記紀』にある天照大御神であって、神は高天原に存在するものであったため、蛇神は天皇の「風化」に従わぬ存在として、人によって制圧されるものでしかなかったという。ここに、人間によって権威を失ってゆく「神」の姿を見て取ることができると解説している。